# Roxanna Panufnik
Roxanna Panufnik (* 24. April 1968 in London) ist eine englische Komponistin.
Die Tochter des Komponisten und Dirigenten Andrzej Panufnik studierte Komposition an der Royal Academy of Music. Sie komponierte Opern, Ballette und Schauspielmusiken, Chorwerke, Orchester- und Kammermusik, Film- und Fernsehmusiken, die weltweit aufgeführt wurden.
Zu ihren bekanntesten Werken zählen die Westminster Mass (für den Westminster Cathedral Choir), das Harfenkonzert Powers & Dominions, Letters from Burma (für den Oboisten Douglas Boyd und das Vellinger String Quartet), das Ballett Leda (für das English National Ballet und Wratislavia Cantans), Abraham (ein Auftragswerk des Geigers Daniel Hope), das Oratorium Dance of Life (Lateinisch und Estnisch, für mehrere Tallinner Chöre und das Tallinn Philharmonic Orchestra), Four World Seasons (für die Geigerin Tasmin Little und die London Mozart Players) und Memories of my Father (2014, für das Brodsky Quartet). Panufnik ist Associate Composer der London Mozart Players.

## Weblink
- Homepage von Roxanne Panufnik (mit Werkverzeichnis)